# Pequeña propiedad
La pequeña propiedad  es una extensión de tierra pequeña en manos de un solo titular. La pequeña propiedad puede estar concentrada, por arrendamiento, en una sola explotación hasta formar un latifundio.
No es posible determinar en qué momento termina la pequeña propiedad y dónde empieza la gran propiedad, de tal manera que el criterio queda sujeto a las circunstancias del lugar, tiempo y producción son las únicas maneras para fijar una línea divisoria.
La pequeña propiedad tiene adeptos entre los economistas, porque se presupone más favorable al fomento de la población, mantiene mayor número de trabajadores y garantiza el orden de la sociedad civil. Igualmente también tiene detractores que ven en ella una producción más dispendiosa, unos procedimientos más rutinarios y una mayor dificultad en la división de operaciones, entre otras cosas. También los límites de hectáreas destinadas para cada cultivo. véase en la ley agraria en el artículo 117.